# Flavia Pennetta
Flavia Pennetta (Brindisi, 25 de Fevereiro de 1982) é uma ex-tenista profissional italiana. Tornou-se profissional em março de 1999. Foi a primeira tenista italiana a alcançar o top 10, em 17 de agosto de 2009 e a única italiana a atingir topo do ranking de duplas. Também foi a primeira italiana a participar e vencer uma final do Open da Austrália em 2011, quando venceu a final de duplas femininas em parceria com a argentina Gisela Dulko.
Entrou definitivamente para a história do tênis mundial ao vencer a disputa de singles feminina do US Open na data de 12 de setembro de 2015, quando sagrou-se a mais velha tenista a vencer seu primeiro torneio Grand Slam, na ocasião com 33 anos. Aquela partida foi jogada contra sua compatriota Roberta Vinci, sendo a primeira final em singles da história do US Open jogada entre duas jogadoras italianas e a primeira vitória de uma italiana neste torneio. Ao final do jogo, Flavia surpreendeu e emocionou a todos os presentes e telespectadores ao anunciar que essa teria sido sua última participação no US Open pois se aposentará no final de 2015 e que não havia melhor forma de abandonar o esporte - vencendo seu primeiro e único Grand Slam.
Em 2010, Pennetta ganhou 7 títulos em Duplas, fazendo parceria com Gisela Dulko, o que a levou ao posto de duplista número 1 do mundo no ano seguinte, sendo que a dupla também atingiu a primeira colocação do ranking.
Na segunda metade do ano de 2012 a jogadora fez uma cirurgia no punho devido a uma lesão, o que a deixou afastada das quadras durante vários meses, só retornando em meados 2013. Ao retornar, seu ranking caiu bastante, sendo que chegou a ficar de fora do top 100, o que a levou a cogitar a aposentadoria. Porém, a partir do US Open do mesmo ano, Pennetta voltou a jogar seu melhor tênis, conseguindo alcançar a semifinal do US Open, as quartas de final do Aberto da Austrália e sagrou-se campeã do torneio de Indian Wells, seu primeiro título no nível Premier Mandatory.
O campeonato em Indian Wells fez com que Pennetta atingisse dois feitos inéditos: foi a primeira italiana a vencer o torneio e também foi a cabeça de chave mais baixa a ganhar o troféu, já que começou o torneio como a vigésima favorita ao título.
No final de 2011 a italiana publicou sua biografia, intitulada "Dritto al Cuore", na qual fala de sua vida pessoal e de sua carreira.
Juntamente com Roberta Vinci e Francesca Schiavone, Flavia esteve presente nos três títulos da Fed Cup conquistados pela Itália.
Em 2007, Pennetta recebeu a Ordem dos Cavaleiros ao Mérito da Rapública Italiana do Presidente Italiano.
Em 2015, começou parceria de duplas com Martina Hingis, que encerrou depois do WTA de Doha. Depois, alternou torneios com duas jogadoras taiwaneses e a compatriota Sara Errani. Foi com esta que atingiu a melhor campanha da temporada, caindo nas semifinais do US Open para Sania Mirza e, justamente, Martina Hingis. Em simples, no primeiro semestre, teve melhor sorte ao chegar nas quartas de final de Dubai (tomou pneu de Caroline Wozniacki) e Indian Wells (partida longa contra Sabine Lisicki, caindo em 3 sets e 2 tiebreaks). Depois de Roland Garros, não conseguia ganhar duas seguidas. Foi quando começou o US Open: ela derrotou três cabeças de chave e, sem Serena Williams do outro lado da chave, fez parte da inédita final italiana e derrotou Roberta Vinci em 2 sets. Na cerimônia de premiação, causou surpresa ao anunciar a aposentadoria ao final da temporada. Pennetta se classificou ao WTA Finals na última hora, em Moscou. Em Singapura, não passou da fase de grupos; obteve a única vitória contra a campeã, a polonesa Agnieszka Radwanska. O último jogo da carreira foi no mesmo evento, contra Maria Sharapova.
Em junho de 2016, Pennetta se casou com o tenista Fabio Fognini, na Itália.

## Finais de Grand Slam

### Simples: 1 (1 título)
| Resultado | Ano  | Campeonato | Piso | Oponente      | Placar        |
| --------- | ---- | ---------- | ---- | ------------- | ------------- |
| Campeã    | 2015 | US Open    | Hard | Roberta Vinci | 7–6(7–4), 6–2 |

### Duplas: 3 (1 título, 2 vices)
| Resultado | Ano  | Campeonato      | Piso | Parceira         | Oponentes                         | Placar        |
| --------- | ---- | --------------- | ---- | ---------------- | --------------------------------- | ------------- |
| Vice      | 2005 | US Open         | Duro | Elena Dementieva | Lisa Raymond Samantha Stosur      | 2–6, 7–5, 3–6 |
| Campeã    | 2011 | Australian Open | Duro | Gisela Dulko     | Victoria Azarenka Maria Kirilenko | 2–6, 7–5, 6–1 |
| Vice      | 2014 | US Open         | Duro | Martina Hingis   | Ekaterina Makarova Elena Vesnina  | 6–2, 3–6, 2–6 |

## Finais de WTA Tour Championships

### Duplas: 1 (1 título)
| Resultado | Ano  | Campeonato | Piso | Parceira     | Oponentes                        | Placar   |
| --------- | ---- | ---------- | ---- | ------------ | -------------------------------- | -------- |
| Campeã    | 2010 | Doha       | Duro | Gisela Dulko | Květa Peschke Katarina Srebotnik | 7–5, 6–4 |

## WTA Títulos

### Simples(10)
| Antes de 2009           | A partir de 2009      |
| ----------------------- | --------------------- |
| Grand Slam torneios (1) |                       |
| Ouro Olimpico (0)       |                       |
| WTA Championships (0)   |                       |
| Tier I (0)              | Premier Mandatory (1) |
| Tier II (0)             | Premier 5 (0)         |
| Tier III (6)            | Premier (1)           |
| Tier IV (0)             | International (2)     |

| N.  | Data                    | Torneio                      | Piso   | Oponente na final      | Placar        |
| 1.  | 14 de agosto de 2004    | Sopot, Polonia               | saibro | Klára Koukalová        | 7–5, 3–6, 6–3 |
| 2.  | 20 de fevereiro de 2005 | Bogotá, Colômbia             | saibro | Lourdes Domínguez Lino | 7–6, 6–4      |
| 3.  | 27 de fevereiro de 2005 | Acapulco, Mexico             | saibro | Ľudmila Cervanová      | 3–6, 7–5, 6–3 |
| 4.  | 14 de outubro de 2007   | Bangkok, Tailândia           | dura   | Chan Yung-jan          | 6–1, 6–3      |
| 5.  | 17 de fevereiro de 2008 | Viña del Mar, Chile          | saibro | Klára Zakopalová       | 6–4, 5–4 ret. |
| 6.  | 1 de março de 2008      | Acapulco, Mexico             | saibro | Alizé Cornet           | 6–0, 4–6, 6–1 |
| 7.  | 7 de julho de 2009      | Palermo, Itália              | saibro | Sara Errani            | 6–1, 6–2      |
| 8.  | 9 de agosto de 2009     | Los Angeles, EUA             | dura   | Samantha Stosur        | 6–4, 6–3      |
| 9.  | 11 de abril de 2010     | Marbella, Espanha            | saibro | Carla Suárez Navarro   | 6–2, 4–6, 6–3 |
| 10. | 16 de março de 2014     | Indian Wells, Estados Unidos | dura   | Agnieszka Radwanska    | 6-2, 6-1      |

### Duplas (15)
| Antes de 2009           | A partir de 2009      |
| ----------------------- | --------------------- |
| Grand Slam torneios (1) |                       |
| Ouro Olimpico (0)       |                       |
| WTA Championships (1)   |                       |
| Tier I (0)              | Premier Mandatory (1) |
| Tier II (1)             | Premier 5 (2)         |
| Tier III (1)            | Premier (2)           |
| Tier IV (1)             | International (5)     |

| N.  | Data                    | Torneio                         | Piso            | Parceiro            | Oponente na final                                  | Placar              |
| 1.  | 14 de agosto de 2005    | Los Angeles, EUA                | dura            | Elena Dementieva    | Angela Haynes Bethanie Mattek-Sands                | 6–2, 6–4            |
| 2.  | 26 de fevereiro de 2006 | Bogotá, Colômbia                | saibro          | Gisela Dulko        | Ágnes Szávay Jasmin Wöhr                           | 7–6, 6–1            |
| 3.  | 19 de abril de 2008     | Estoril, Portugal               | saibro          | Maria Kirilenko     | Mervana Jugić-Salkić İpek Şenoğlu                  | 6–4, 6–4            |
| 4.  | 16 de janeiro de 2009   | Hobart, Austrália               | dura            | Gisela Dulko        | Alona Bondarenko Kateryna Bondarenko               | 6–2, 7–6(4)         |
| 5.  | 9 de junho 2009         | 's-Hertogenbosch, Países Baixos | grama           | Sara Errani         | Michaëlla Krajicek Yanina Wickmayer                | 6–4, 5–7, (13-11)   |
| 6.  | 11 de julho de 2009     | Båstad, Suécia                  | saibro          | Gisela Dulko        | Nuria Llagostera Vives María José Martínez Sánchez | 6–3, 4–6, (10-7)    |
| 7.  | 4 de abril de 2010      | Miami Masters, EUA              | dura            | Gisela Dulko        | Nadia Petrova Samantha Stosur                      | 6–3, 4–6, [10–7]    |
| 8.  | 2 de maio de 2010       | Stuttgart, Alemanha             | saibro (indoor) | Gisela Dulko        | Květa Peschke Katarina Srebotnik                   | 3–6, 7–6(3), [10–5] |
| 9.  | 8 de maio de 2010       | Roma, Itália                    | saibro          | Gisela Dulko        | Nuria Llagostera Vives María José Martínez Sánchez | 6–4, 6–2            |
| 10. | 10 de julho de 2010     | Bastad, Suécia                  | saibro          | Gisela Dulko        | Renata Voráčová Barbora Záhlavová-Strýcová         | 7–6(0), 6–0         |
| 11. | 23 de agosto de 2010    | Montreal, Canadá                | dura            | Gisela Dulko        | Květa Peschke Katarina Srebotnik                   | 7–5, 3–6, [12–10]   |
| 12. | 23 de outubro de 2010   | Moscou, Rússia                  | dura (indoor)   | Gisela Dulko        | Sara Errani María José Martínez Sánchez            | 6–3 , 2–6, [10–6]   |
| 13. | 31 de outubro de 2010   | WTA Championships Doha, Qatar   | dura            | Gisela Dulko        | Květa Peschke Katarina Srebotnik                   | 7–5 , 6–4           |
| 14. | 28 de janeiro de 2011   | Open da Austrália               | dura            | Gisela Dulko        | Victoria Azarenka Maria Kirilenko                  | 2-6, 7-5, 6-1       |
| 15. | 13 de outubro de 2013   | Osaka, Japão                    | dura            | Kristina Mladenovic | Samantha Stosur Shuai Zhang                        | 6-4, 6-3            |

### Fed Cup
- 2006 contra a Bélgica por 3-2, com Roberta Vinci, Francesca Schiavone e Mara Santangelo
- 2009 contra os EUA por 4-0, com Francesca Schiavone, Sara Errani e Roberta Vinci
- 2010 contra os EUA por 3-1, com Francesca Schiavone, Sara Errani e Roberta Vinci

## Desempenho em Grand Slam
| Torneio                         | 2003 | 2004 | 2005 | 2006 | 2007 | 2008 | 2009 | 2010 | 2011 | 2012 | 2013 | 2014 | Carreira |
| ------------------------------- | ---- | ---- | ---- | ---- | ---- | ---- | ---- | ---- | ---- | ---- | ---- | ---- | -------- |
| Australian Open                 | 1R   | 1R   | 1R   | 3R   | 1R   | 2R   | 3R   | 2R   | 4R   | 1R   | -    | QF   | 13-11    |
| French Open                     | 3R   | 1R   | 3R   | 3R   | 1R   | 4R   | 1R   | 4R   | 1R   | 3R   | 1R   |      | 14-11    |
| Wimbledon                       | 2R   | 1R   | 4R   | 4R   | 1R   | 2R   | 3R   | 3R   | 3R   | 1R   | 4R   |      | 19-11    |
| US Open                         | 1R   | 1R   | 1R   | -    | 2R   | QF   | QF   | 3R   | QF   | -    | SF   |      | 20-9     |
| Vitórias-derrotas em Grand Slam | 3-4  | 0-4  | 5-4  | 7-3  | 1-4  | 9-4  | 6-4  | 8-4  | 8-4  | 2-3  | 8-3  | 4-1  | 66-42    |
| Ranking no final da temporada   | 69   | 38   | 23   | 28   | 40   | 13   | 12   | 24   | 20   | 45   | 31   | N/A  |          |